# Magomed-Chapi Souleïmanov
Pour les articles homonymes, voir Souleimanov.
Magomed-Shapi Kamiliévitch Souleïmanov (en russe : Магомед-Шапи Камильевич Сулейманов) est un footballeur russe né le 16 décembre 1999 à Makhatchkala. Il joue au poste d'attaquant au Sporting Kansas City.

## Biographie

### Carrière en club
Natif de Makhatchkala, il effectue dans un premier temps sa formation dans cette même ville au sein d'une école de sport locale avant d'intégrer en 2013 le centre de formation du FK Krasnodar. Souleïmanov fait dans un premier temps ses débuts professionnels au sein du club-école du FKK, le FK Krasnodar-2, avec qui il dispute une rencontre de troisième division le 12 mars 2017 face à l'Angoucht Nazran, faisant son entrée à l'heure de jeu tandis que les siens l'emportent 2-1.
Sa première apparition avec l'équipe première se produit le 16 juillet suivant, le joueur entrant en jeu à la fin de la rencontre de la première journée de championnat face au Rubin Kazan, devenant le plus jeune joueur à disputer une rencontre pour le club à l'âge de 17 ans et sept mois. Souleïmanov dispute sa première rencontre européenne onze jours plus tard lors du match aller du troisième tour de qualification de la Ligue Europa face au Lyngby BK, contre qui il inscrit son premier but professionnel en fin de rencontre afin de donner la victoire aux siens (2-1), devenant cette fois le plus jeune joueur russe à marquer en coupe d'Europe en battant le record établi par Sergueï Rodionov en 1980. Il prend par la suite part à l'UEFA Youth League, où il inscrit un but et délivre six passes décisives en cinq rencontres.
Intégré dans un premier temps au sein de l'effectif du FK Krasnodar-2 pour le début de la saison 2018-2019 en deuxième division, Soulmeïmanov se distingue notamment au début du mois d'août 2018, étant buteur face à Tambov puis au Tchertanovo Moscou, ce qui lui permet de faire son retour dans l'équipe première face à Orenbourg le 26 août, contre qui il fait son entrée en fin de rencontre et inscrit le but de l'égalisation, son premier en championnat. Il poursuit ensuite sur sa lancée au cours du mois de septembre, marquant le but de la victoire contre le Lokomotiv Moscou le 1er septembre puis une nouvelle fois contre le Krylia Sovetov Samara le 24 septembre. Prenant part en parallèle à la campagne du club en Ligue Europa, il dispute quatre rencontres lors de la phase de groupes, marquant un but face au Standard de Liège et participe ensuite activement à la phase finale, inscrivant le but de la victoire sur coup franc en fin de rencontre face au Bayer Leverkusen en seizièmes de finale, puis une nouvelle fois face à Valence lors du tour suivant, bien que cela n'empêche finalement pas l'élimination des siens. En championnat, il dispute en tout vingt rencontres, dont seulement trois en tant que titulaire, ce qui ne l'empêche de totaliser huit buts marqués, incluant un doublé face à l'Anji Makhatchkala le 31 mars 2019, tandis que le FK Krasnodar termine troisième de la compétition.
Souleïmanov dispute sa première rencontre de Ligue des champions le 7 août 2019 à l'occasion du match aller du troisième tour de qualification face au FC Porto où il entre en fin de rencontre mais ne peut empêcher la défaite des siens (0-1). Titularisé d'entrée lors du match retour, il inscrit un doublé lors de la première période pour permettre au FKK de finalement remporter la confrontation aux buts marqués à l'extérieur après une victoire 3-2 en terre portugaise.
Le 8 septembre 2021, Souleïmanov est prêté au club turc de Giresunspor pour le restant de la saison 2021-2022. 

### Carrière internationale
Régulièrement appelé avec les différentes catégories de jeunes de la sélection russe, Souleïmanov prend notamment part aux phases éliminatoires des Euro des moins de 17 ans de 2015 et 2016, bien que ne prenant part à aucune phase finale. Il dispute également trois rencontres de qualification pour l'Euro des moins de 19 ans de 2018 en fin d'année 2017, marquant un but face à Gibraltar.

### Distinction
FK Krasnodar
- UEFA Youth League
  - Co-meilleur passeur de l'UEFA Youth League 2017-2018

## Statistiques
| Saison                | Club                  | Championnat           | Championnat | Championnat | Coupe(s) nationale(s) | Coupe(s) nationale(s) | Compétition(s) continentale(s) | Compétition(s) continentale(s) | Compétition(s) continentale(s) | Total | Total |
| Saison                | Club                  | Division              | M.          | B.          | M.                    | B.                    | Comp.                          | M.                             | B.                             | M.    | B.    |
| 2016-2017             | FK Krasnodar-2        | D3                    | 1           | 0           | -                     | -                     | -                              | -                              | -                              | 1     | 0     |
| 2017-2018             | FK Krasnodar-2        | D3                    | 1           | 0           | -                     | -                     | -                              | -                              | -                              | 1     | 0     |
| 2018-2019             | FK Krasnodar-2        | D2                    | 15          | 3           | -                     | -                     | -                              | -                              | -                              | 15    | 3     |
| 2020-2021             | FK Krasnodar-2        | D2                    | 4           | 0           | -                     | -                     | -                              | -                              | -                              | 4     | 0     |
| Sous-total            | Sous-total            | Sous-total            | 21          | 3           | -                     | -                     | -                              | -                              | -                              | 21    | 3     |
| 2017-2018             | FK Krasnodar          | D1                    | 4           | 0           | -                     | -                     | C3                             | 3                              | 1                              | 7     | 1     |
| 2018-2019             | FK Krasnodar          | D1                    | 20          | 8           | 3                     | 0                     | C3                             | 8                              | 3                              | 31    | 11    |
| 2019-2020             | FK Krasnodar          | D1                    | 27          | 4           | 1                     | 0                     | C1+C3                          | 4+6                            | 2+0                            | 38    | 6     |
| 2020-2021             | FK Krasnodar          | D1                    | 27          | 4           | 1                     | 0                     | C1+C3                          | 8+2                            | 1+0                            | 38    | 5     |
| 2021-2022             | FK Krasnodar          | D1                    | 4           | 0           | -                     | -                     | -                              | -                              | -                              | 4     | 0     |
| Sous-total            | Sous-total            | Sous-total            | 82          | 16          | 5                     | 0                     | -                              | 31                             | 7                              | 118   | 23    |
| 2021-2022             | Giresunspor           | D1                    | 31          | 3           | 1                     | 0                     | -                              | -                              | -                              | 32    | 3     |
| Total sur la carrière | Total sur la carrière | Total sur la carrière | 134         | 22          | 6                     | 0                     | -                              | 31                             | 7                              | 171   | 29    |